# Charles Greene
Pour les articles homonymes, voir Greene.
Charles Edward Greene, né à Pine Bluff (Arkansas) le 21 mars 1945 et mort à Lincoln  (Nebraska) le 14 mars 2022, est un athlète américain, vainqueur de la médaille d'or en relais 4 × 100 m aux Jeux olympiques d'été de 1968.

## Biographie
Né à Pine Bluff (Arkansas), Charles Greene était considéré comme un bon espoir pour une participation aux Jeux olympiques d'été de 1964, mais une blessure musculaire le handicapa et il ne se classa que sixième lors des sélections.
Greene remporta plusieurs fois les championnats AAU (championnats des Etats-Unis), sur 100 yards en 1966 et 100 m en 1968 (les distances en mètres étant alors au programme les années de Jeux olympiques). Lors de ces championnats, il battit deux fois le record du monde : la première fois, en série, il égala le temps de 10 s 0 détenu par Armin Hary ; puis, en demi-finale, il courut en 9 s 9, même temps que Jim Hines et Ronnie Ray Smith dans l'autre demi-finale. Il remporta la finale devant Jim Hines en confirmant ce temps record du monde de 9 s 9. 
Membre de l'Université du Nebraska, il remporta également les championnats NCAA sur 100 yards de 1965 à 1967.
Aux Jeux olympiques d'été de Mexico Greene était à nouveau gêné par des blessures et termina troisième sur 100 m. Malgré ses blessures il participa au relais 4 × 100 m qui battit le record du monde en 38 s 19 et lui donna sa seule médaille d'or olympique.

## Palmarès

### Jeux olympiques d'été
- Jeux olympiques d'été de 1968 à Mexico ( Mexique)
  -  Médaille de bronze sur 100 m
  -  Médaille d'or en relais 4 × 100 m